# نونو ميغيل غوميز
نونو ميغيل غوميز (27 سبتمبر 1978 بلشبونة في البرتغال - ) هو لاعب كرة قدم برتغالي في مركز الدفاع. لعب مع نادي فارزيم ويو دي ليريا وF.C. Felgueiras ‏ ونادي كوفيليا وAkritas Chlorakas ‏ وAEK Kouklia ‏ ونادي تشافيس وكامبومايورنسي ‏ وS.C. Lourinhanense ‏.

## وصلات خارجية
- نونو ميغيل غوميز على موقع قاعدة بيانات كرة القدم.إي يو (الإنجليزية)
- نونو ميغيل غوميز على موقع Soccerway.com (الإنجليزية)